# Imari, Saga
Imari (japanska: 伊万里市  ?, Imari-shi) är en stad i Saga prefektur i Japan. Staden fick stadsrättigheter 1954. Imari är känt för sitt kakiemon-porslin.
Imari station är en station på det privata Matsuura tetsudōs Nishi-Kyushu-linjen och slutstation på JR Kyushus Chikuhi-linjen.